# Radical 17

凵

Le radical 17 (凵) est un des 23 des 214 radicaux chinois répertoriés dans le dictionnaire de Kangxi composés de deux traits.
La lettre n'a pas de signification en soi. Il est utilisé en combinaison avec d'autres lettres.
Le caractère Unicode de 凵 est 51F5.

## Caractères avec le radical 17
| strokes                   | character      |
| ------------------------- | -------------- |
| Sans trait supplémentaire | 凵             |
| 2 traits supplémentaires  | 凶             |
| 3 traits supplémentaires  | 凷 凸 凹 出 击 |
| 4 traits supplémentaires  | 凼             |
| 6 traits supplémentaires  | 函             |
| 7 traits supplémentaires  | 凾             |
| 10 traits supplémentaires | 凿             |